# Brucina
A brucina é um alcaloide venenoso, muito semelhante à estricnina.  É encontrado em inúmeras espécies vegetais, notadamente a Strychnos nux-vomica, ou noz vômica, procedente do sudeste asiático.
Embora menos venenosa que a estricnina, seus efeitos são qualitativamente semelhantes. A dose letal para humanos adultos é estimada em 1 grama. Também como a estricnina, é extremamente amarga. Seu sabor é detectável em soluções aquosas com a diluição de 1:220000.
A brucina encontra uso terapêutico no controle da pressão sanguínea e em outras afecções cardíacas.

## Propriedades físico-químicas
A brucina tem a mesma estrutura da estricnina, adicionada de dois grupos metóxi substituindo átomos de hidrogênio. Ambos os alcaloides apresentam assimetria óptica, sendo amplamente utilizados como agentes para a resolução quiral (separação de isômeros ópticos), propriedade já descrita em 1853 por Louis Pasteur, e amplamente utilizada nos trabalhos de Hermann Emil Fischer.  Foi também utilizando a brucina que W. Marckwald realizou, em 1904, a primeira síntese assimétrica. É também utilizada, em presença de ácido sulfúrico concentrado, para a detecção de nitratos, desenvolvendo coloração alaranjada.